# 西安信
西 安信（にし やすのぶ、1940年1月 - ）は、日本の工学者。学校法人北海道尚志学園理事長、北海道工業大学名誉教授。元北海道工業大学学長。北海道小樽市出身。

## 略歴
- 1940年（昭和15年）1月 北海道小樽市生まれ
- 1962年（昭和37年）3月 北海道大学工学部衛生工学科卒業
- 1967年（昭和42年）3月 北海道大学大学院工学研究科衛生工学専攻博士課程修了（工学博士）
- 1968年（昭和43年） 米国イェール大学ピアス研究所客員研究員
- 1976年（昭和51年）7月 北海道工業大学工学部建築工学科助教授
- 1978年（昭和53年）4月 北海道工業大学工学部建築工学科教授
- 2006年（平成18年）4月 北海道工業大学第8代学長に就任（2011年（平成23年）3月まで）
- 2009年（平成21年）5月 学校法人北海道尚志学園理事長に就任（兼任・北海道工業大学学長）
- 2011年（平成23年）4月 北海道工業大学名誉教授の称号を授与される